# Ruyschia enervia
Ruyschia enervia är en tvåhjärtbladig växtart som beskrevs av Cyrus Longworth Lundell. Ruyschia enervia ingår i släktet Ruyschia och familjen Marcgraviaceae. Inga underarter finns listade i Catalogue of Life.